# 博羅沃耶湖 (莫斯科州)
55°52′22″N 38°35′41″E / 55.87278°N 38.59472°E
博羅沃耶湖（俄语：Боровое），是俄羅斯的湖泊，位於該國西部，由莫斯科州負責管轄，處於諾金斯克區，面積0.12平方公里，海拔高度125.1米，該湖泊最大水深20米。